# Telopea speciosissima
Pour les articles homonymes, voir Waratah.
Espèce
Classification phylogénétique
Telopea speciosissima, communément appelé Waratah en Australie, est une espèce de plantes à fleurs de la famille des Proteaceae. C'est un grand arbuste endémique à la Nouvelle-Galles du Sud et est l'emblème floral de l'État. Il n'y a pas de sous-espèce reconnue, Telopea aspera qui lui étroitement liée ayant été récemment reconnue comme une espèce distincte. 
C'est un arbuste de 3 ou 4 m de hauteur et 2 m de diamètre, avec des feuilles vert foncé et possédant plusieurs tiges partant d'un pied boisé connu comme un lignotuber. Il est très réputé pour ses grandes inflorescences (capitules) rouges apparaissant au printemps, chacune d'entre elles étant composée de centaines de fleurs individuelles. Il attire le phalanger pygmée (Cercartetus nanus), des oiseaux tels que les Meliphagidae et les insectes.
Emblème floral de la Nouvelle-Galles du Sud, Telopea speciosissima figure en bonne place dans l'art, l'architecture et la publicité de l'État, en particulier depuis l'indépendance de l'Australie. Cultivé dans plusieurs pays par les horticulteurs pour sa fleur coupée, il est également cultivé par des particuliers mais il faut savoir qu'il nécessite un bon drainage, une humidité suffisante et qu'il est vulnérable aux maladies fongiques et aux parasites. Un certain nombre de cultivars avec des fleurs aux divers tons de rouge, de rose et même de blanc sont disponibles. Les pépiniéristes ont également développé des hybrides avec Telopea oreades et Telopea mongaensis, qui sont plus tolérants au froid, à l'ombre et aux sols lourds.

## Description

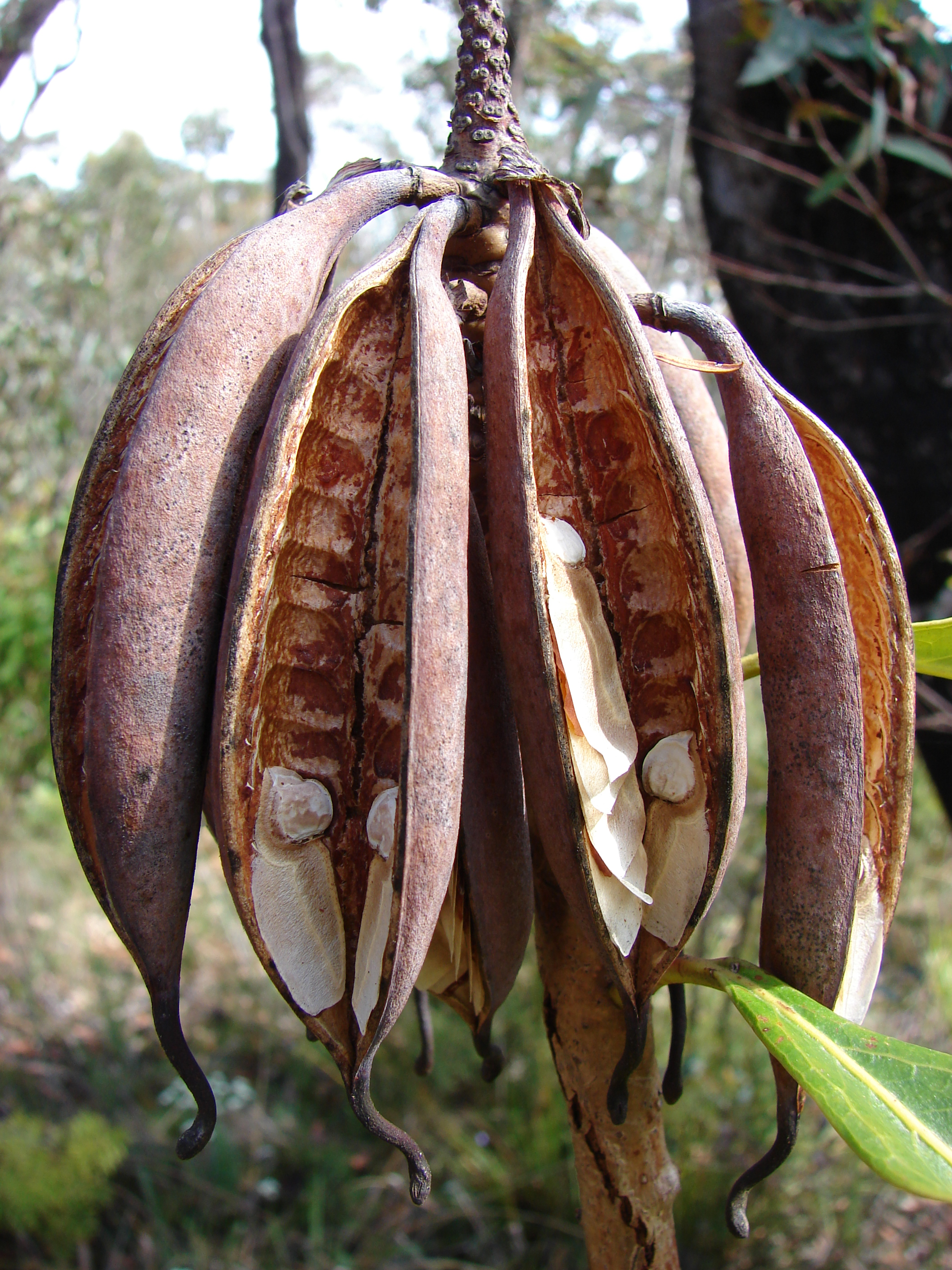
Gousses contenant plusieurs graines beige.

Le Waratah est un grand arbuste atteignant jusqu'à 3 ou 4 mètres de hauteur et possédant une ou plusieurs tiges,. Partant verticalement ou près de la verticale d'une large base ligneuse, les tiges sont peu ramifiées. Il y a une période de croissance après la floraison du printemps, les nouvelles pousses provenant souvent de vieux capitules. Les feuilles vert foncé sont simples, alternes, généralement grossièrement dentées et varient de 13 à 25 cm de longueur. Enveloppés dans des bractées, les capitules se forment pendant l'hiver et commencent à se développer au début du printemps, avant de s'épanouir et de révéler leur inflorescence. Le moment exact de la floraison varie selon les régions de Nouvelle-Galles du Sud: elle peut commencer dès le mois d'août dans les parties nord de son aire et se terminer en novembre dans la zone sud ou les zones montagneuses. Une seconde floraison peut également se produire autour du mois de mars en automne. Formés par jusqu'à 250 fleurs simples, les capitules sont généralement en forme de dôme de couleur pourpre et mesurent 7 à 10 cm de diamètre. Ils sont entourés d'un verticille de bractées qui font 5 à 7 cm de longueur et sont aussi de couleur rouge,. Les variations ne sont pas rares. Certains capitules peuvent être plus globuleux ou en forme de cône plutôt que de dôme et les bractées peuvent être blanchâtres ou rouge foncé. L'extrémité des stigmates de quelques inflorescences peut être de couleur blanchâtre, contrastant avec la couleur rouge du reste de l'inflorescence.
Une inflorescence atteint sa pleine taille environ deux semaines après l'émergence des premières fleurs hors des bractées et dure encore deux semaines avant que les fleurs ne se fanent et tombent. Dans la première phase, les petites fleurs individuelles restent fermées et l'inflorescence conserve une forme compacte, avant que les fleurs ne s'ouvrent, révélant styles, stigmates et anthères. Les fleurs périphériques s'ouvrent en premier, l'anthèse progresse vers le centre de l'inflorescence qui devient plus foncée et plus grande en apparence et qui commence à attirer les oiseaux et les insectes. Les anthères sont sessiles (il leur manque le filet) et se trouvent à côté du stigmate, à l'extrémité du style. L'ovaire est à la base du style et au sommet d'une tige appelée réceptacle floral et c'est à partir de là que se forment et se développent les gousses. Pendant ce temps, apparait un nectaire en forme de croissant à la base du réceptacle. Les gousses adultes atteignent 8 à 15 cm de longueur. Elles deviennent brunes et coriaces et, généralement au début de l'hiver, s'ouvrent pour révéler les graines ailées situées à l'intérieur. Dans la nature, seulement 2 ou 3 graines se développeront à partir d'une inflorescence mais il peut y en avoir entre 5 et 50 en cas de culture.

## Taxonomie
Le Waratah de Nouvelle-Galles du Sud a été décrit pour la première fois en 1793 par le botaniste James Edward Smith dans A Specimen of the Botany of New Holland, à partir de « très beaux spécimens séchés envoyé par M. White ». Il a donné à l'espèce son nom d'origine, Embothrium  speciosissimum. L'épithète spécifique est le superlatif du mot latin speciosus, qui signifie « beau », donc speciosissimum signifie « très beau » ou « le plus beau ». Embothrium était un taxon poubelle (« fourre-tout ») à l'époque et Robert Brown proposa le nom de genre Telopea en 1809, dans un article qui a été publié en 1810. Richard Salisbury avait publié le nom Hylogyne speciosa en 1809, mais le nom de Brown a été conservé.
Telopea speciosissima est l'une des cinq espèces originaires du sud-est de l'Australie qui composent le genre Telopea. Son plus proche parent est le très similaire Telopea aspera, originaire du nord de la Nouvelle-Galles du Sud et qui n'a été reconnu comme espèce distincte qu'en 1995 : il était considéré auparavant comme une population nordique inhabituelle de T. speciosissima. Le genre appartient à la sous-tribu des Embothriinae, avec les genres Alloxylon de l'est de l'Australie et de la Nouvelle-Calédonie et Oreocallis et l'espèce chilienne Embothrium coccineum d'Amérique du Sud,. Presque toutes ces espèces ont des fleurs rouges en position terminale et, partant de là, l'origine et l'aspect floral de la sous-tribu doivent être antérieurs à la scission du Gondwana en Australie, Antarctique et Amérique du Sud il y a plus de 60 millions d'années.
Même si on ne reconnait aucune sous-espèce au sein de Telopea speciosissima lui-même, on a constaté des variations géographiques au sein de son aire de répartition. Les individus poussant vers la limite nord de son aire de répartition ont des feuilles plus lobées. La botaniste Cathy Offord de l'annexe des jardins royaux botaniques de Mount Annan a noté que la population originaire de Waterfall avait des inflorescences d'un rouge plus foncé, de plus grande taille et que la population de West Head avait des inflorescences plus pâles et que la forme des feuilles variait considérablement.
Le nom commun anglais « Waratah » a d'abord été appliqué à cette espèce avant d'être étendu à d'autres membres du genre Telopea et, dans une moindre mesure, du genre Alloxylon. Il est dérivé de la langue de la population autochtone des Eora, les premiers habitants de la région de Sydney. Les Dharawal de la région d'Illawarra les appelaient Mooloone et Mewah est un autre nom autochtone. Un ancien nom commun, « tulipe indigène », datant des années 1900, est peut-être dérivé de Telopea.

## Distribution et habitat

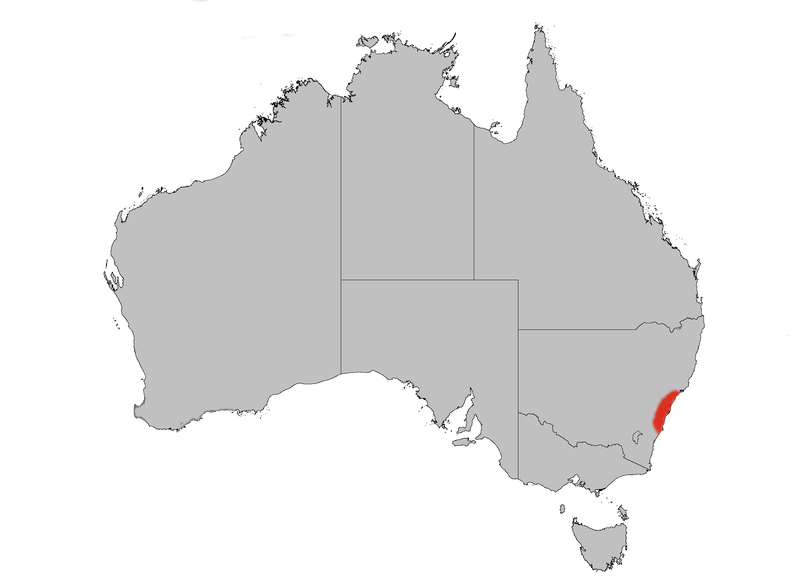
Distribution de Telopea speciosissima en Australie (en rouge).

L'espèce se rencontre depuis les monts Watagan jusqu'à Ulladulla, avec une distribution essentiellement dans la région de la Central Coast. Il se présente habituellement comme un arbuste de sous-étage d'une forêt claire sur les sols sableux dans les zones où les précipitations sont modérément élevées, en moyenne autour de 1200 mm par an. Là où l'ombre des eucalyptus réduit la lumière du soleil d'environ 30 %. Une grande partie de son territoire se trouve dans le bassin de Sydney, l'une des zones les plus densément peuplées et les plus en expansion d'Australie. L'impact de la fragmentation de son habitat et de la diminution des intervalles entre les feux de forêt sur le pool génique des Telopea speciosissima, qui repose sur une pollinisation croisée, n'est pas clair. Bien que largement protégées dans des parcs nationaux et  des réserves dans la région de Sydney, la plupart des populations sont de petite taille, de moins de 200 plants, et sont souvent situées à proximité des populations urbaines.

## Écologie
La plante est trouvée sur les côtes de la Nouvelle-Galles du Sud et dans les régions avoisinantes. On la trouve dans les sous bois des forêts dans les terrains sablonneux dans les régions de pluviométrie modérée.
Quoique poussant naturellement dans des sols sablonneux profonds, l'espèce est capable de s'adapter à d'autres types de sols pourvus qu'ils soient profonds et bien drainés  notamment sur les coteaux où le drainage est naturel. De plus, alors qu'elle pousse naturellement dans les sous-bois, la plante préfère être cultivée en plein soleil.
La plante est cultivée pour ses fleurs dans la région au nord de Sydney et dans la chaine des "Dandenong Ranges" près de Melbourne. Elles sont aussi cultivées en Nouvelle-Zélande, aux Hawaii et en Israël.
Un certain nombre de formes naturelles ont été sélectionnées pour la culture à cause de leur beauté:
- 'Corroboree' - qui possède de longs styles.
- 'Wirrimbirra White' - blanche.
- 'Shady Lady White' - blanche

En plus, on a créé un certain nombre d'hybrides:
- 'Braidwood Brilliant' - supportant le froid, hybride de "T. speciosissima" et "T. mongaensis".
- 'Shade of Pale' -  hybride de "T. speciosissima" et "T. oreades"
- 'Shady Lady Crimson', 'Shady Lady Red' et 'Shady Lady Pink' – cramoisi, rouge et rose, hybrides de "T. speciosissima" et "T. oreades".

## Honneur
L'astéroïde (6027) Waratah est nommé en son honneur.